# Queen Margaret University
Die Queen Margaret University, Edinburgh (früher Queen Margaret University College und Queen Margaret College) ist eine Universität in Musselburgh, East Lothian nahe Edinburgh in Schottland.
Das 1875 gegründete College ist nach Margareta von Schottland, der Frau von Malcolm III., benannt. Im Januar 2007 wurde der Bildungseinrichtung der Universitätsstatus verliehen. Im Herbst 2007 folgte der Umzug auf den neu gebauten Campus in Musselburgh.

## Geschichte

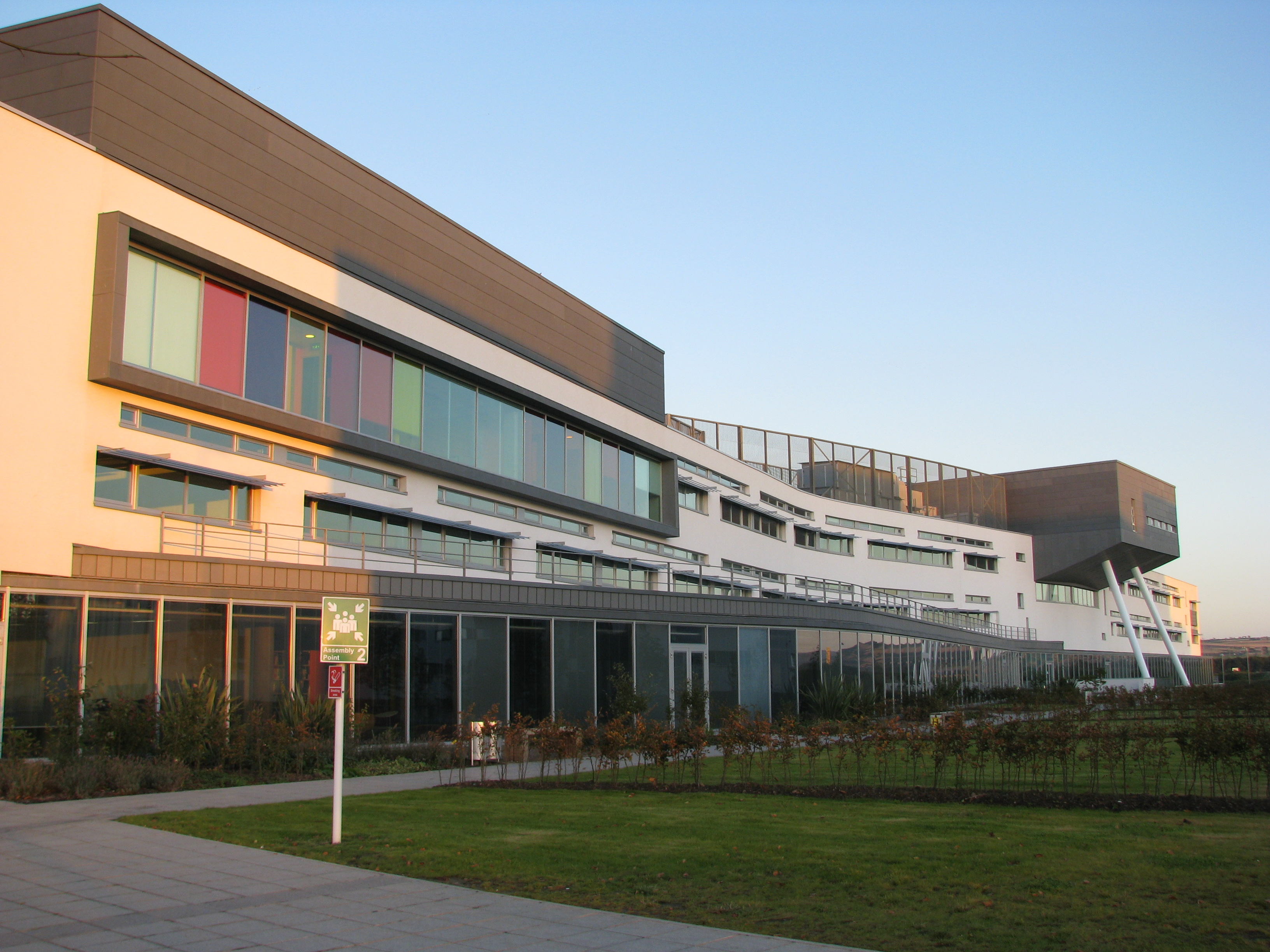
Queen Margaret University, Campus in Musselburgh, Hauptgebäude.

Die Universität wurde 1875 als The Edinburgh School of Cookery and Domestic Economy (Schule für Kochkunst und Haushaltsführung, Edinburgh) von Christian Guthrie Wright und Louisa Stevenson gegründet. Wright und Stevenson waren beide Mitglieder der  Edinburgh Association for the University Education of Women, einer Vereinigung, die für die Frauenbildung kämpfte. Die Schule wurde als reines Fraueninstitut gegründet, mit den Zielen, Frauen ein Studium zu ermöglichen und gleichzeitig die Ernährungssituation der Arbeiterklasse zu verbessern. Die Vorlesungen fanden anfangs in den Räumen des Royal Museums in Edinburgh statt. Ergänzt wurde dieses Angebot durch öffentliche, landesweite Vorlesungen und praktische Vorführungen. 1877 erhielt die Schule Räumlichkeiten in Shandwick Place im Edinburgher Stadtteil Haymarket.
1891 zog die Schule nach Atholl Crescent um, erweiterte ihre Kursangebote und bot Unterkünfte für die Studentinnen an. 1909 wurde die Einrichtung zur Central Institution ernannt und dem Scotch Education Department unterstellt. Zur ersten Direktorin wurde Ethel De la Cour ernannt, die dieses Amt bis 1930 ausübte. In diesem Jahr wurde die Einrichtung außerdem in Edinburgh College of Domestic Science umbenannt.
1961 kaufte das College den Corstorphine Campus in Clermiston, einem Vorort von Edinburgh. 1970 wurde der Campus in Betrieb genommen, zwei Jahre darauf wurde der Name in Queen Margaret College geändert. Das College erweiterte in der Folge das Kursangebot, insbesondere auf dem Gebiet des Gesundheitswesens.
Folgende Institutionen wurden seit 1970 mit dem Queen Margaret College vereinigt:
- The Edinburgh College of Speech and Drama (gegründet 1929, eingegliedert 1971)
- The Edinburgh School of Speech Therapy (gegründet 1946, eingegliedert 1975)
- The Royal Infirmary of Edinburgh School of Physiotherapy (gegründet 1940, eingegliedert 1978)
- The Astley Ainslie Hospital Occupational Therapy Training Centre (gegründet 1937, eingegliedert 1979)
- The Edinburgh Foot Clinic and School of Chiropody (gegründet 1924, eingegliedert 1984)
- The Edinburgh School of Radiography (gegründet 1936, eingegliedert 1992)
- The Edinburgh University Settlement School of Art Therapy (gegründet 1992, eingegliedert 1997)

1992 verlieh der Privy Council dem Queen Margaret College das Recht, die unteren akademische Grade zu verleihen. 1998 wurde das College mit den vollen Lehrbefugnissen ausgestattet, so dass dort seitdem auch Forschung, Promotion und Habilitation möglich sind.
Daraufhin wurde das College 1999 in Queen Margaret University College umbenannt. Nach weiteren Neuerungen, unter anderem dem Bau eines neuen Campus, wurde der Institution 2007 der Universitätsstatus verliehen. Seit dem Wintersemester 2007/2008 sind die vorher bestehenden drei Campus auf dem neuen Campus in der Nähe von Musselburgh, östlich von Edinburgh vereinigt.

## Zahlen zu den Studierenden
Im Studienjahr 2022/2023 nannten sich von den 6790 Studenten der Queen Margaret University, Edinburgh 5290 weiblich (77,9 %) und 1475 männlich (21,7 %).  2019/2020 waren es 5130 Studierende gewesen.

## Fakultäten
Die Universität teilt sich in vier Fakultäten auf:
- The School of Business, Enterprise and Management
- The School of Drama and Creative Industries
- The School of Health Sciences
- The School of Social Sciences, Media and Communication

## Campus

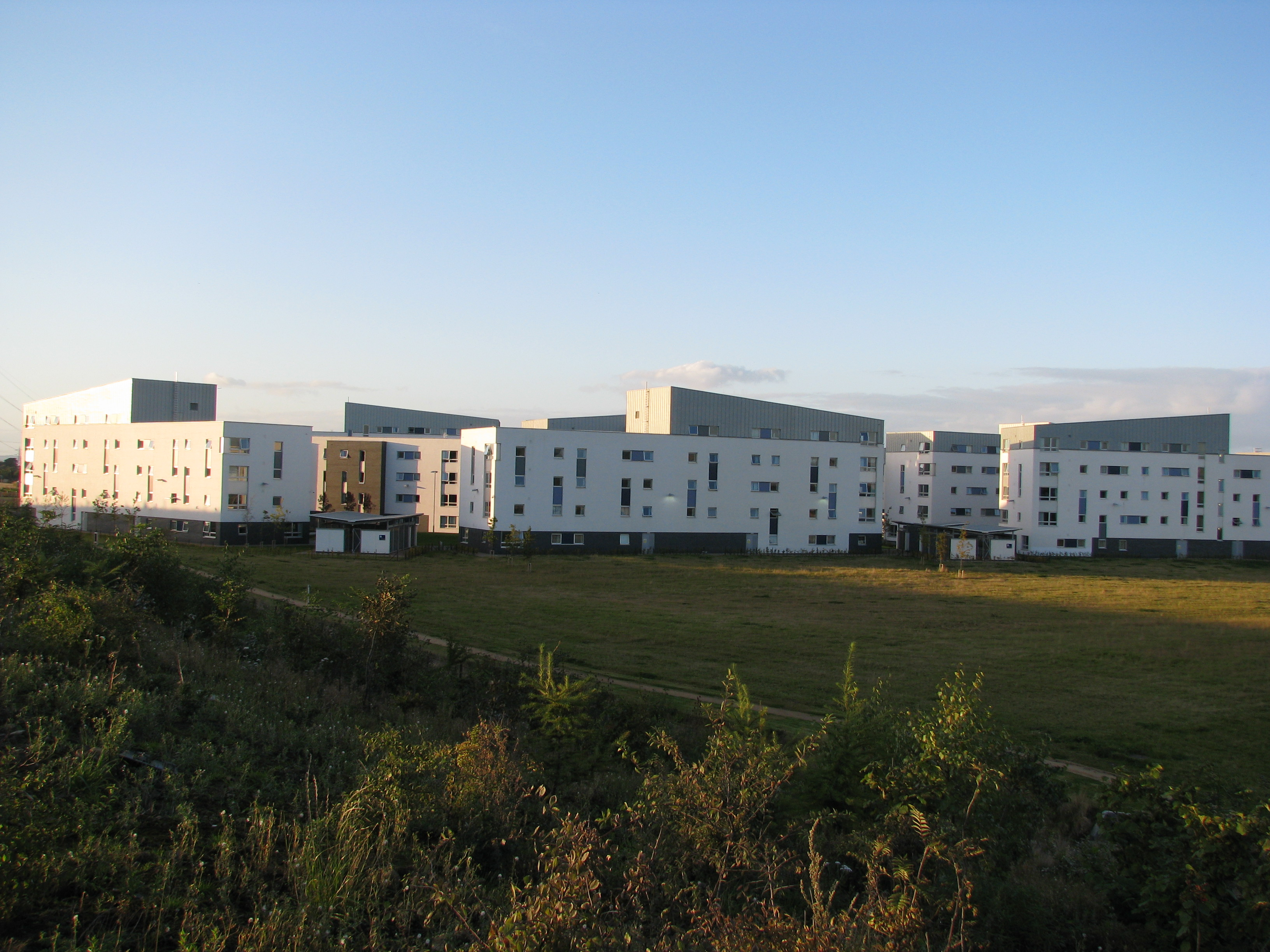
Studentenwohnheime auf dem Campus in Musselburgh.

### Ehemaliger Standort
Vor dem Umzug nach Musselburgh verteilte sich die QMU auf drei Standorte. Es gab jeweils einen Campus in Corstorphine im Westen Edinburghs, einen Campus in Leith im Stadtzentrum von Edinburgh und einen Campus in einem ehemaligen Fernsehstudio des schottischen Fernsehens am Gateway Theatre in Leith Walk.

### Campus in Musselburgh
Im Wintersemester 2007/2008 zog die Universität in den neu erbauten Campus in Musselburgh östlich von Edinburgh. Der Neubau kostete 100 Millionen Pfund und erstreckt sich über eine Fläche von 35 Acre. Auf dem Campus finden sich die Lehrgebäude, die Studentenvereinigung, eine kleine Sporthalle und Wohnheime mit mehr als 800 Zimmern. 2009 wurde das Universitätsgebäude beim Carbuncle Cup nominiert.

### Campus in Singapur
Im April 2008 wurde in Singapur ein weiterer Campus eröffnet, der Asia Campus. Der Campus befindet sich in einem ehemaligen Schulgebäude im Distrikt Balestier und ist ein Joint Venture mit einem privaten Bildungsanbieter.

## Bekannte Absolventen
- Ashley Jensen (* 1969), Schauspielerin
- Susan Boyle (* 1961), Sängerin und Schauspielerin (Wurde die Ehrendoktorwürde verliehen)
- Kevin McKidd (* 1973), Schauspieler
- Edith Bowman (* 1974), Radiomoderatorin
- Janine Mellor (* 1980), Schauspielerin
- Allison McKenzie, Schauspielerin
- Claire Knight, Schauspielerin
- Michelle Duncan (* 1978), Schauspielerin